# Podskarbi ziemski litewski
Podskarbi ziemski litewski – urząd centralny Wielkiego Księstwa Litewskiego.
Powstał zapewne w połowie XV wieku jako urząd zarządcy dóbr stołowych wielkiego księcia. W 1569 został zastąpiony przez podskarbiego wielkiego litewskiego.